# Mohammed Iqbal

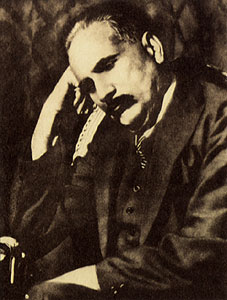
Sir Mohammed Iqbal

Mohammed Iqbal (Perzisch/Urdu: محمد اقبال, Hindi: मुहम्मद इक़बाल; Sialkot, Punjab, Brits-Indië, 9 november 1877 – Lahore, 21 april 1938) was een dichter, filosoof en politicus die schreef in het Perzisch en Urdu. Hij is ook beroemd vanwege zijn religieuze en politieke filosofie. Hij krijgt de eer als eerste het voorstel te hebben gedaan een onafhankelijke staat op te richten voor moslims in India, de inspiratie voor de oprichting van Pakistan. Er wordt vaak naar hem verwezen als Allama Iqbal (Urdu: علامه اقبال); "Allama" betekent "de Geleerde". In Afghanistan en Iran, waar hij vooral wordt geroemd voor zijn werk in het Perzisch, is hij bekend als Iqbal-e-Lahori (Perzisch: اقبال لاهوری, Iqbal uit Lahore).
Na zijn studie in Groot-Brittannië en Duitsland zette Iqbal een praktijk als advocaat op. Hij besteedt echter veel tijd aan poëzie en schrijft wetenschappelijke werk op het gebied van politiek, economie, geschiedenis, filosofie en religie (islam). Bekende poëtische werken zijn Tarana-e-Hind ("Lied van India"), Asrar-e-Khudi, Rumuz-i-Bekhudi en Bang-i-Dara. Voor zijn dichtwerk is hij door George V geridderd. In Pakistan is hij "nationaal dichter" en zijn geboortedag (Yom-e-Viladat-e-Muhammed Iqbal, یوم ولادت محمد اقبال) is een nationale feest- en vakantiedag.
Iqbal was een sterke voorstander van de wereldwijde politieke en spirituele opleving in de moslimwereld, in het bijzonder in India. Hij gaf een beroemde reeks van lezingen die zijn gepubliceerd onder de titel The Reconstruction of Religious Thought in Islam. Hij was een prominent leider van de All India Muslim League en moedigde in een rede tot de president in 1930 de oprichting aan van "een staat in Noordwest-India voor Indiase moslims". Iqdal werkte nauw samen met Mohammed Ali Jinnah, de oprichter en eerste gouverneur-generaal van Pakistan, en moedigde deze aan.

## Jeugd

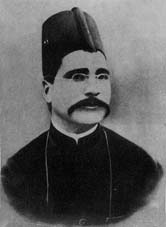
1899

Mohammed Iqbal was de oudste van vijf kinderen. Zijn vader was kleermaker. Men neemt aan dat zijn familie van oorsprong brahmanen waren die zich bekeerd hebben tot de islam. Vijftien jaar oud trouwde hij, naar gebruik een gearrangeerd huwelijk, met Karim Bibi, de dochter van een arts uit de provincie Gujarat. Zij kregen achtereenvolgens een dochter Mi'raj Begam (1895), een zoon Aftab (1899) en een jong overleden zoon. Het ongelukkige huwelijk leidde tot een scheiding in 1916.
In Lahore studeerde hij aan het Government College filosofie, Engelse literatuur en Arabisch. Hij haalde zijn kandidaatsexamen (bachelor) cum laude en kreeg een gouden medaille voor het beste examen in filosofie. Tijdens zijn studie voor zijn doctoraal (masters) kreeg hij les van Sir Thomas Arnold, een islamoloog en modern filosoof. Deze introduceerde Iqbal in de westerse cultuur. Hij kreeg na zijn afstuderen een functie aan het Oriental College in Lahore en publiceerde zijn eerste boek, The Knowledge of Economics, in 1903 in het Urdu. In 1905 publiceerde Iqbal Tarana-e-Hind, een patriottisch lied.
Aangemoedigd door Sir Thomas Arnold gind Iqbal in Europa studeren, o.a. in Cambridge en rechten aan de Lincoln's Inn waar hij kwalificeerde als advocaat. Iqbal ontmoette moslimstudente Atiyah Faizi in 1907 en had een nauwe relatie met haar. Hij begon rond deze tijd met het schrijven van poëzie in het Perzisch. Hij gaf de rest van zijn leven de voorkeur aan deze taal omdat hij vond dat hij daarin beter zijn filosofische concepten kon uitdrukken en het gaf hem een groter publiek. In Groot-Brittannië werd hij voor het eerst politiek actief. Na de oprichting van de All-India Muslim League in 1906 werd Iqbal gekozen in het dagelijks bestuur van de Engelse afdeling in 1908. In 1907 ging hij naar Duitsland om te promoveren in de filosofie aan de Ludwig-Maximilians-Universität in München. Met Friedrich Hommel als promotor schreef Iqbal het proefschrift De ontwikkeling van metafysica in Perzië.

## Literaire loopbaan
Na zijn terugkeer naar India in 1908 werd Iqbal assistent-hoogleraar aan het Government College in Lahore. Om financiële redenen schakelde hij over naar het werk als jurist. Het was een roerige periode in zijn leven. In 1916 werd zijn scheiding uitgesproken, maar hij zou zijn vrouw en kinderen de rest van zijn leven onderhouden. Naast de juridische praktijk begon Iqbal poëzie en literair werk te produceren over voornamelijk spirituele en religieuze onderwerpen. Hij werd ook actief in de Anjuman-i-Himayat-i-Islam, een groep van intellectuele moslims, schrijvers, dichters en politici en in 1919 zou hij hiervan voorzitter worden. Zijn werk richtte zich voornamelijk op spirituele zaken en de ontwikkeling van de samenleving, waarbij zijn reiservaringen en verblijf in West-Europa en het Midden-Oosten hun invloed hadden. Iqbal was sterk beïnvloed door westerse filosofen zoals Friedrich Nietzsche, Henri Bergson en Goethe en werd een sterk criticus van de westerse samenleving met de scheiding van religie en staat en het naar zijn mening obsessieve materialisme.
De poëzie en filosofie van de middeleeuwse soefistische mysticus Jalal ad-Din Rumi had eveneens een grote invloed op Iqbal. Iqbal bestudeerde de islam, de cultuur en geschiedenis van de islam en zijn politieke toekomst. In vele gedichten wordt Rumi als gids opgevoerd om de lezers te herinneren aan de glorie van de islamitische beschaving in het verleden. Iqbal nam afstand van alle (politieke) verdelingen in de islam en tussen moslimstaten, en sprak vaak in termen van Oemma, de globale moslimgemeenschap.

### Biografie (poëzie, Perzisch)
- Asrar-i-Khudi (1915, Geheimen van het Ego)
- Rumuz-i Bekhudi (1918, Hints van Onzelfzuchtigheid)
- Payam-i Mashriq (1924, De Boodschap van het Oosten)
- Zabur-i Ajam (1927, Perzische Psalmen)
- Javid Nama (1932, Boek van Javed)
- Pas Chih Bayad Kard (1936, Wat zou dan gedaan moeten worden)

### Biografie (poëzie, Urdu)
- Bang-i-Dara (1924, De Oproep van de Marcherende Klok)
- Bal-i Jibril (1935, Vleugels van Gabriël)
- Zarb-i Kalim (1936, De Staf van Mozes)
- Armaghan-i Hijaz (1938, Geschenk van Hidjaz)

### Biografie (proza, Engels/Urdu)
- Ilm Al-Iqtisad (1903, De Kennis van Economie)
- The Development of Metaphysics in Persia (1908, De Ontwikkeling van Metafysica in Perzië)
- The Reconstruction of Religious Thought in Islam (1930, Reconstructie van het Religieus Denken in de Islam)

## Politieke loopbaan
In de tijd dat Iqbal zijn tijd verdeelde tussen zijn rechtspraktijk en het schrijven van poëzie bleef hij actief in de Anjuman-i-Himayat-i-Islam ("Moslim Liga"). Hij stond achter de betrokkenheid van India in de Eerste Wereldoorlog en de "Kalifaatbeweging" (politieke campagne van moslims in India om de Britten te bewegen het Ottomaanse Kalifaat te beschermen). Iqbal onderhield goede relaties met de politieke moslimleiders zoals Maulana Mohammed Ali en Mohammed Ali Jinnah. Hij stond kritisch tegenover de Congrespartij die hij te veel door Hindoes overheerst vond.
In november 1926, na aanmoediging van vrienden, deed Iqbal mee in de verkiezing voor de Punjab Legislative Assembly (Wetgevende Vergadering voor Punjab) namens het district Lahore en versloeg zijn tegenstander. Hij ondersteunde de voorstellen van Jinnah met als doel de politieke rechten voor moslims te garanderen in een coalitieregering. Verder werkte hij aan het creëren van eenheid in de Moslim Liga.
Het tweede boek van Iqbal, Reconstruction of Religious Thought in Islam, is een collectie van zes lezingen die hij gaf in Chennai, Haiderabad en Aligarh. Ze gaan over de rol van de islam als religie en als een politieke en juridische filosofie in de moderne tijd. In deze lezingen verwerpt Iqbal de politieke houding en gedrag van moslimpolitici die hij beschouwt als moreel misleid, gehecht aan macht en vervreemd van de moslims die zij vertegenwoordigen. Iqbal beschouwd een seculiere overheid als een vergissing die moslimpolitici moeten afwijzen. Bovendien was Iqbal bang dat het secularisme de hindoe-meerderheid in India de kans zou geven de moslimerfenis, -cultuur en politieke invloed terzijde te schuiven. Tijdens zijn reizen naar Egypte, Afghanistan, Iran en Turkije, promoot Iqbal een groot islamitische politieke samenwerking en eenheid over landsgrenzen heen. Binnen India spreekt Iqbal zijn voorkeur uit voor autonome Indiase provincies onder Brits bestuur, waaronder autonome moslimprovincies. Zonder autonome provincies vreest Iqbal dat de moslims altijd het onderspit zullen delven.
In 1930 spreekt Iqbal als voorzitter van de Moslim Liga over een onafhankelijke staat voor de provincies met een moslimmeerderheid in noordwest India: Punjab, de Noordwestelijke grensprovincie, de provincies Sind en Beloetsjistan. In deze speech benadrukt Iqbal dat, in tegenstelling tot het christendom, de islam zijn eigen "juridische concepten" en "religieuze idealen" kent die niet te scheiden zijn van de samenleving. Zijn stelling is dan dat er een politieke eenheid voor moslims moet komen én dat het ongewenst is deze politieke eenheid te vermengen met een bredere samenleving die niet op islamitische principes is gebouwd.
Vanaf dat moment nemen de politieke activiteiten een grotere rol in het leven van Iqbal. Hij reist door Europa en West-Azië om politieke en financiële steun te verwerven voor de Liga. Hij herhaalt zijn standpunt in 1932 en hij is tegen voorstellen voor machtsoverdracht zonder autonomie en onafhankelijkheid voor de moslimprovincies. Hij wordt voorzitter van de Punjab Muslim League.

## Dood
In 1933, na terugkomst van een reis naar Spanje en Afghanistan, verslechtert Iqbals gezondheid. In zijn laatste jaren werkt hij aan de oprichting van de Idara Dar-ul-Islam, een instituut waar de klassieke islam en hedendaagse sociale wetenschappen worden bestudeerd en de behoefte aan een onafhankelijke moslimstaat wordt benadrukt. In 1934 stopt Iqbal met zijn juridische werk. Hij lijdt aan een reeks van ziektes en sterft in Lahore in 1938. Zijn graftombe ligt tussen de ingang van de Badshahi moskee en het Fort van Lahore; de Pakistaanse overheid zorgt voor een officiële wacht bij de tombe.
In Pakistan wordt Iqbal beschouwd als de ideologische oprichter van de staat. Zijn geboortedag is er een nationale feestdag, "Iqbal dag". Na zijn dood is zijn naam gekoppeld aan diverse openbare instellingen, waaronder de Allama Iqbal Open University en de Allama Iqbal International Airport in Lahore. De overheid heeft de Iqbal Academy opgericht om het werk, de literatuur en de filosofie van Iqbal te bewaren, onderzoeken en uit te dragen.

## Secundaire literatuur
- M. Munawwar, Iqbal’s Contribution to Literature and Politics, ISBN 969-416-277-7
- M. S. Umar, “That I May See and Tell” Significance of Iqbal’s Wisdom Poetry, ISBN 969-416-278-5
- V. S. Naipaul, Beyond Belief: Islamic Excursions Among the Converted Peoples, ISBN 0-375-50118-5
- N. Qaiser, Iqbal and the Western Philosophers, ISBN 969-416-304-8
- V. Kiernan, Poems from Iqbal, ISBN 969-416-002-2,